# Egyptská kuchyně

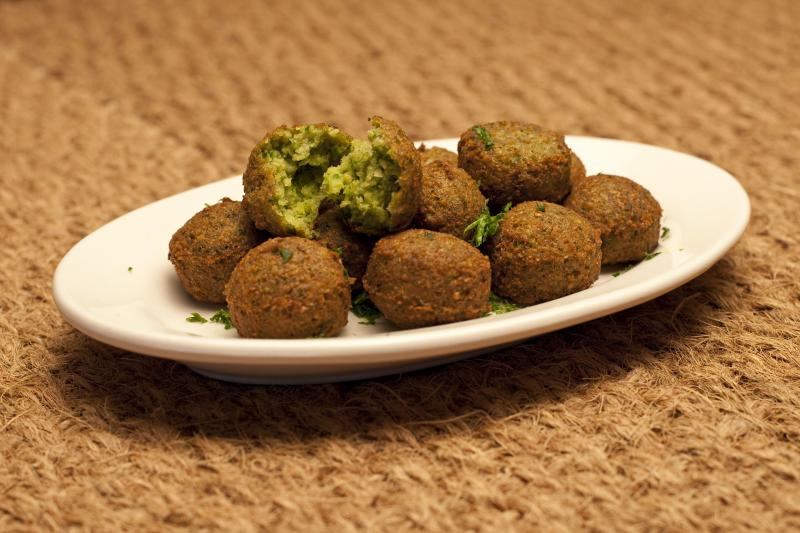
Falafel

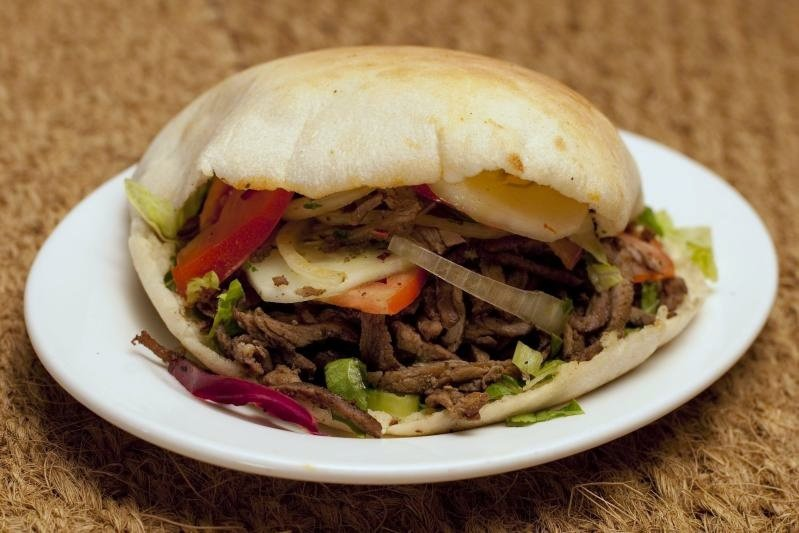
Šavarma v pita chlebu

Egyptská kuchyně v sobě spojuje prvky z arabské, středomořské i africké kuchyně. Používají se luštěniny, zelenina a ovoce pěstované v oblasti údolí a delty Nilu. Z masa se používá králičí, holubí, kuřecí, kachní, skopové nebo hovězí.

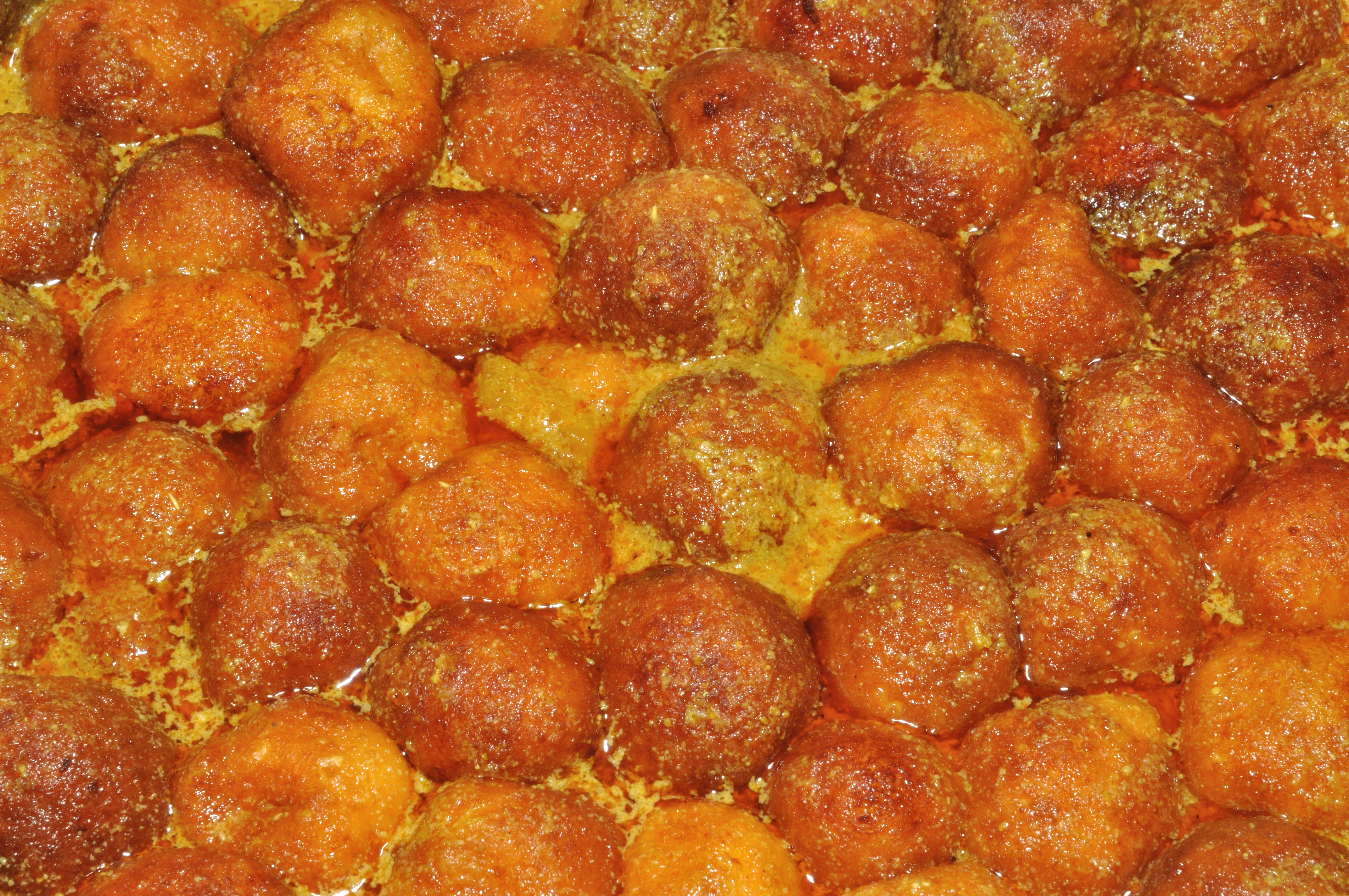
Kofta

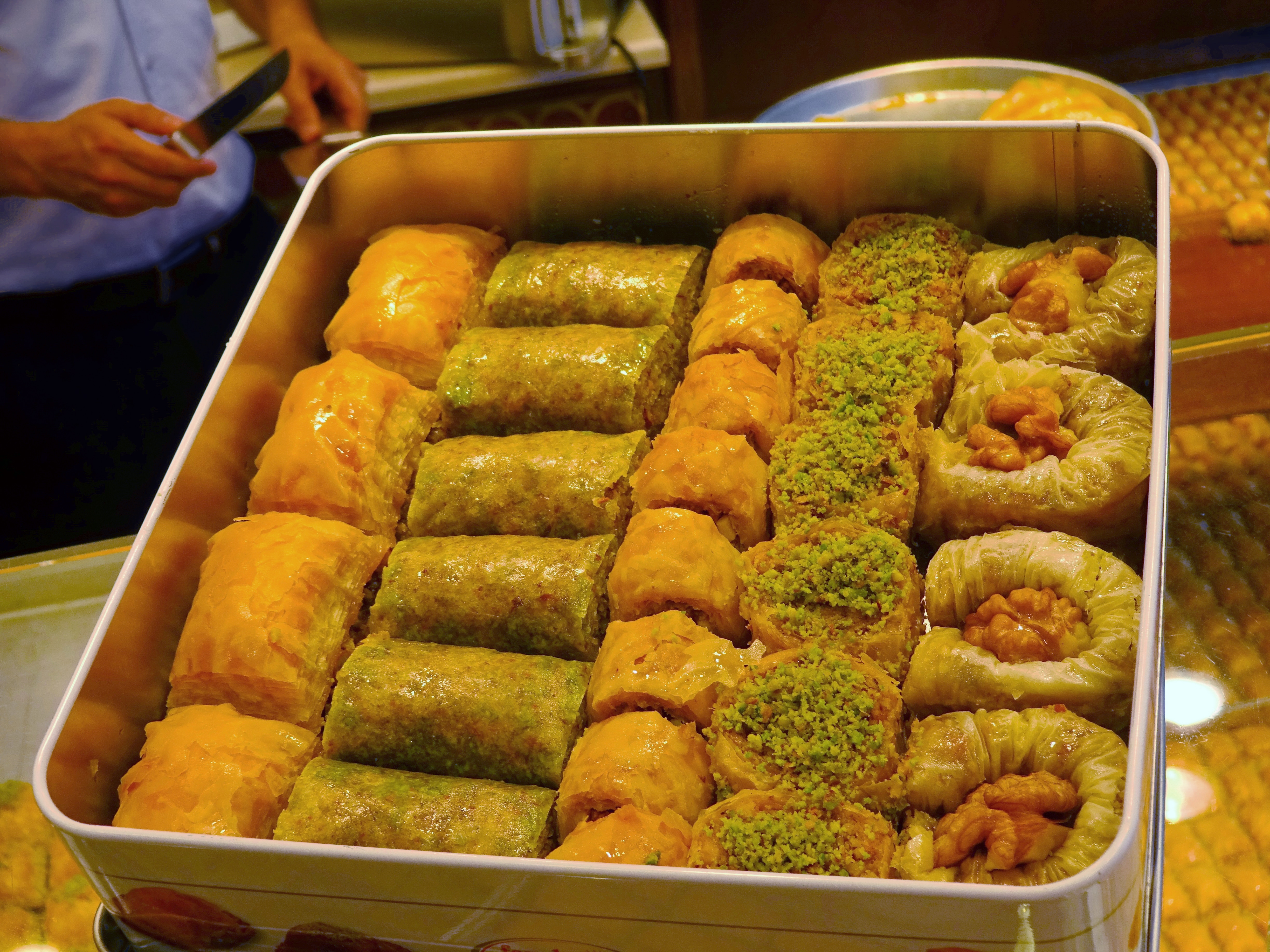
Baklava

## Nejvýznamnější egyptské pokrmy
- Falafel, kuličky z cizrny (nebo bobů), rozšířené po celém Blízkém východě, pocházejí právě z Egypta.
- Šavarma (kebab), označuje několik druhů grilovaného masa, rozšířeno po celém Blízkém východě
- Kofta, masové koule
- Molokhia, polévka z jutovníku zeleninového (Corchorus olitorius), což je rostlina podobná špenátu
- Ful, pokrm z bobů.
- Košarí, směs rýže, těstovin, čočky a často i dalších ingrediencí.
- Tahina, pasta ze sezamu.
- Hummus, pasta z cizrny
- Jako příloha se často používá pita chléb, v Egyptě nazývaný eish.[1]

### Galerie

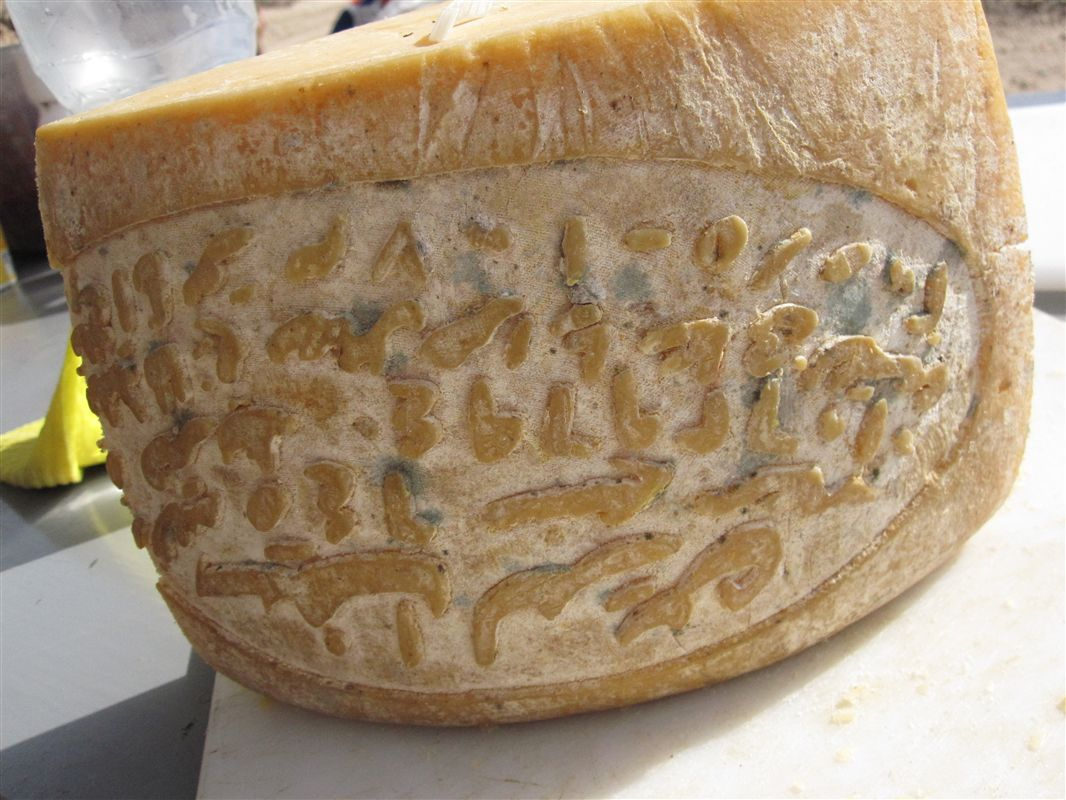
Rumi

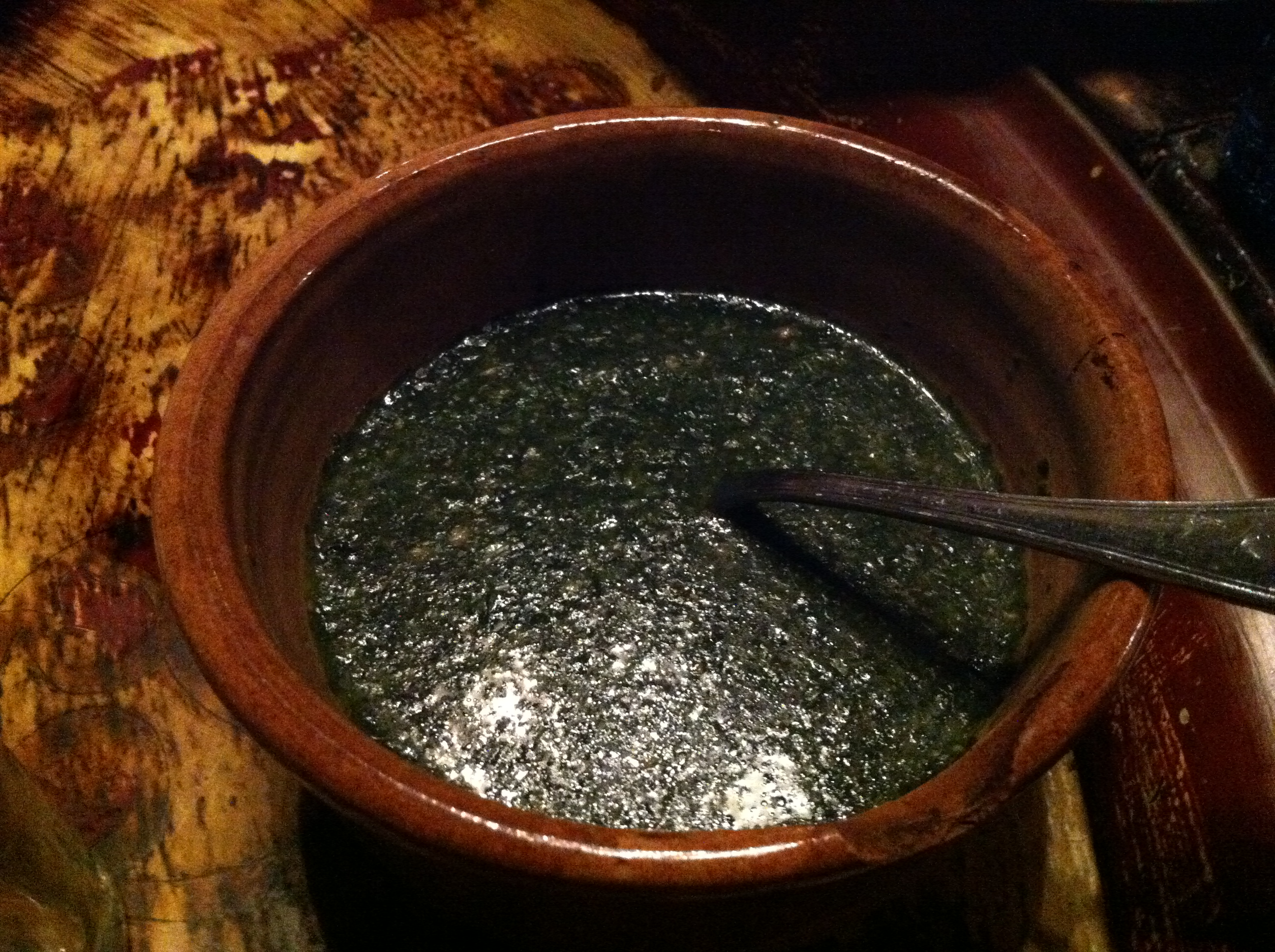
Molokhia
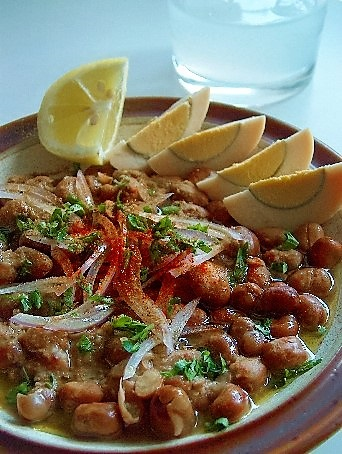
Ful
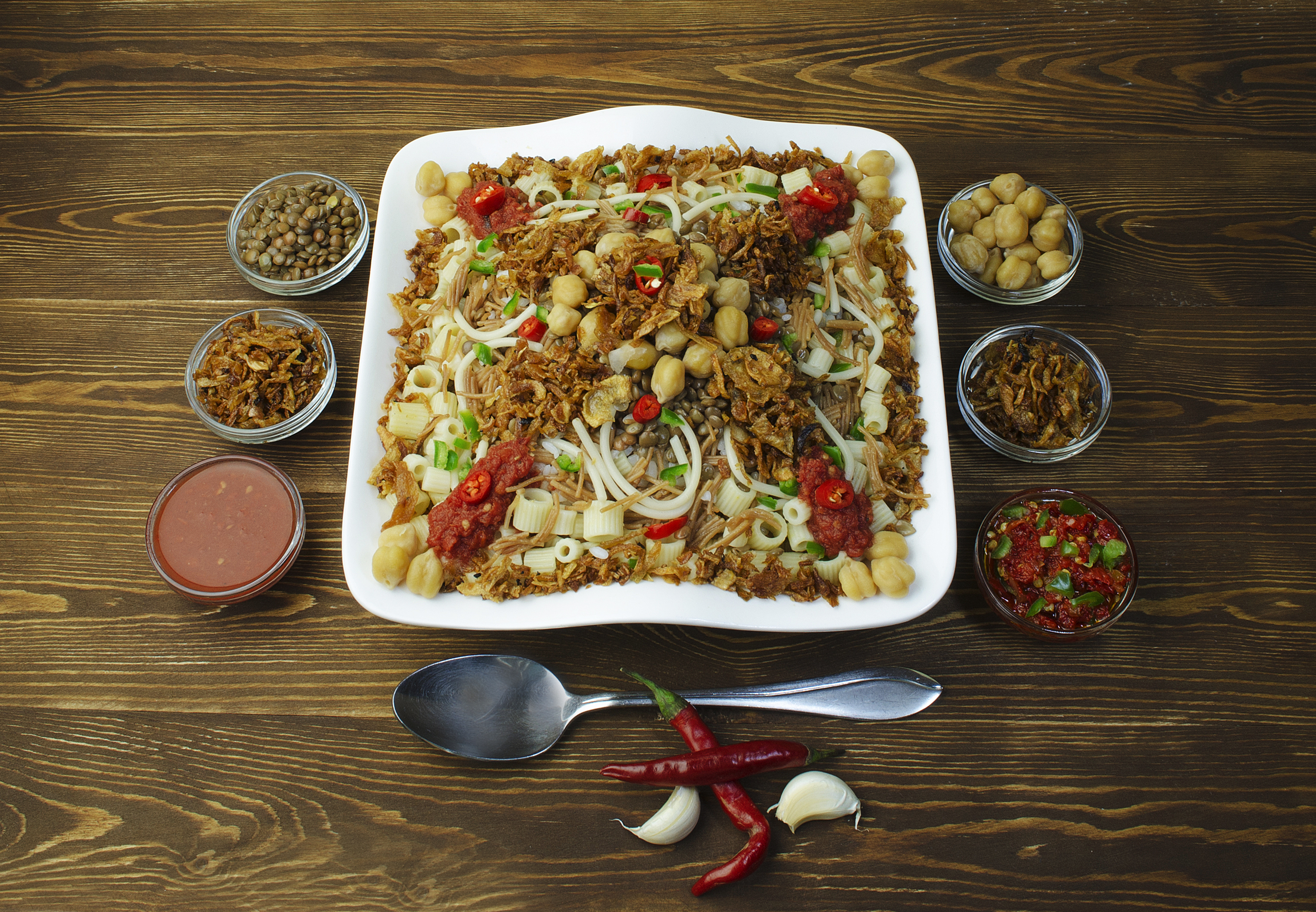
Košarí
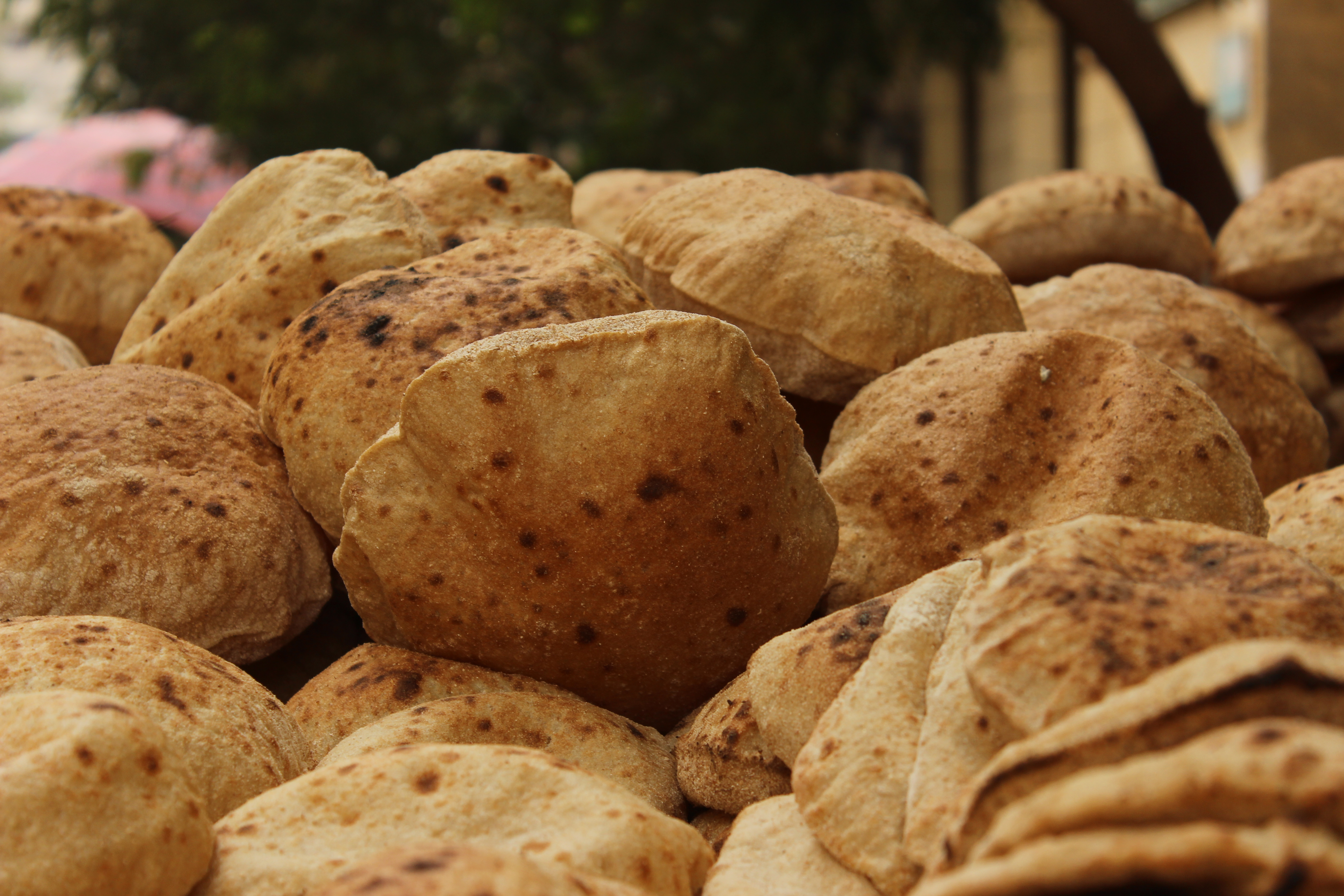
Chleby eisch
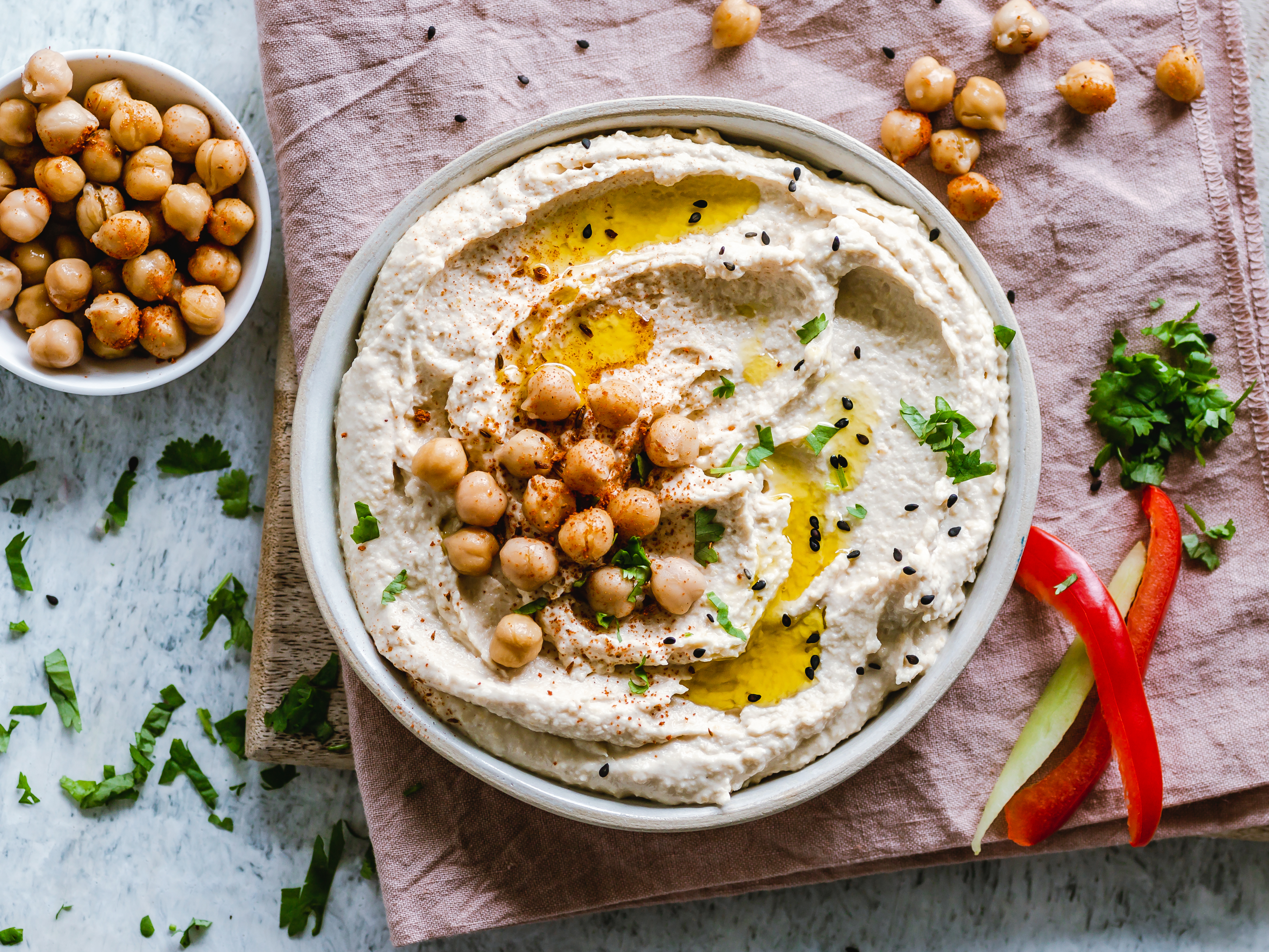
Hummus

## Dezerty
Egyptské dezerty a sladkosti pocházejí z arabské kuchyně a často obsahují datle, med nebo mandle. Mezi nejvýznamnější egyptské dezerty patří:
- Baklava, sladkost z vrstev tenkého listového těsta, plněná sekanými ořechy a slazená sirupem nebo medem.
- Basbousa, dezert z krupicového těsta slazený pomerančovou vodou.
- Kanafeh, dezert z tenkých nudlí namočených ve sladkém sirupu.

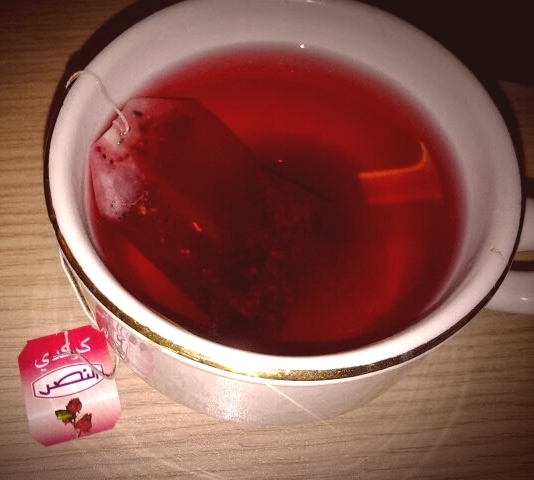
Karkade

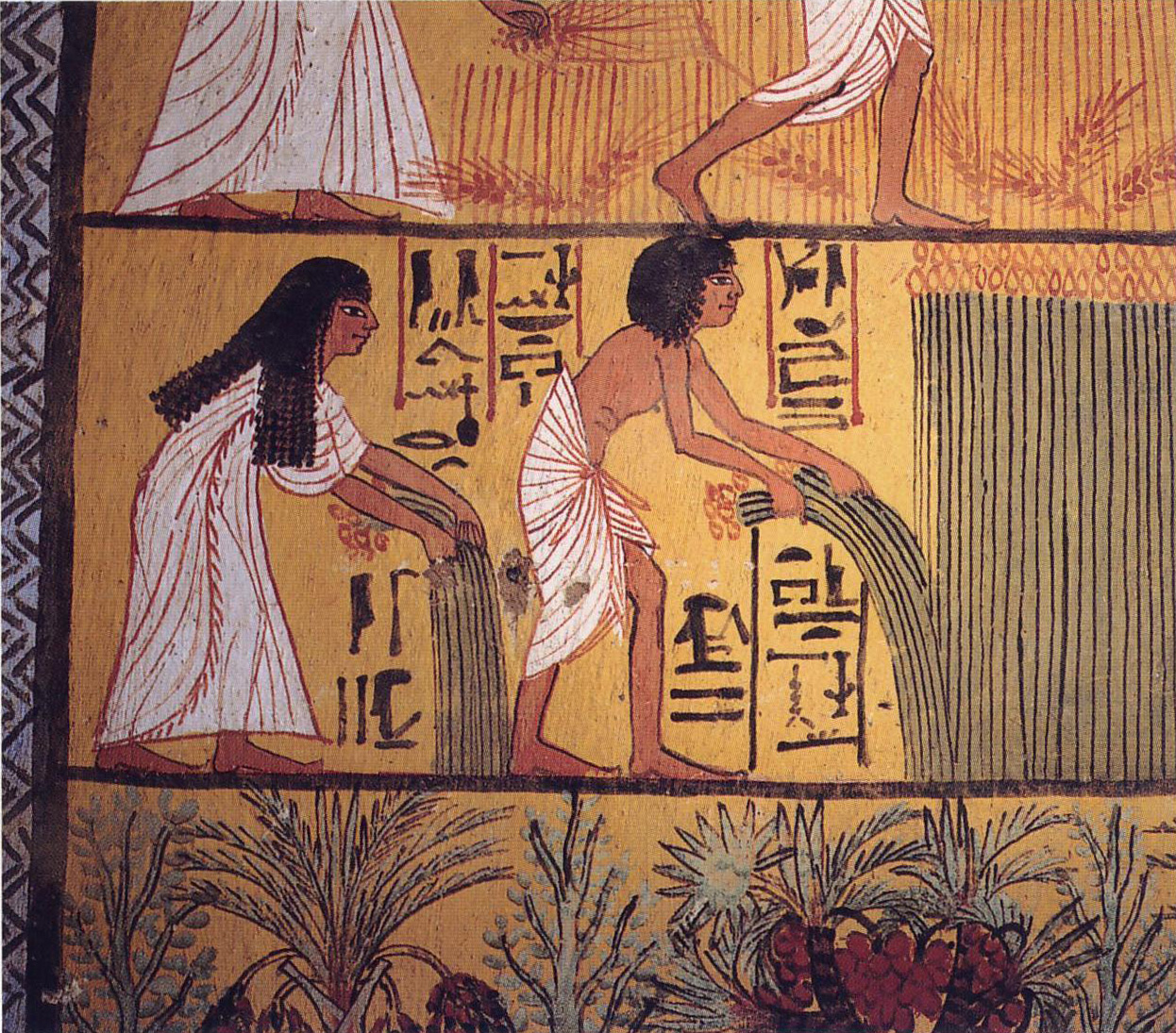
Staroegyptská malba z Dér el-Medíny zobrazující sklizeň obilí

- Sladký kuskus

## Sýry
Nejvýznamnějším egyptským sýrem je slaný fermentovaný sýr mish. Je pravděpodobné že se v Egyptě připravuje už od starověku. Dalšími egyptskými sýry jsou: domiati (bílý, měkký sýr), nebo rumi, tvrdý sýr podobný španělskému sýru manchego.

## Nápoje
Rozšířeny jsou tradiční arabské nápoje, jako je čaj nebo káva. Dále se pijí různé bylinné čaje, z nichž nejznámější je ibiškový nápoj karkade. Populární jsou také ovocné šťávy nebo šťáva z cukrové třtiny.
Alkoholické nápoje nejsou příliš rozšířeny, nejpopulárnější alkoholický nápoj je ale jednoznačně pivo. V Egyptě existuje též vinařství.

## Kuchyně starověkého Egypta
Ve starověkém Egyptě se používaly luštěniny, ovoce, mléko, cibule, datle nebo fíky, díky řece Nil se používalo rybí maso, maso z vodního ptactva nebo šáchor. Připravovali se různé chleby nebo medové koláčky.
Důležité bylo pivo (dokonce se jednu dobu používalo i jako platidlo), které se ale od dnešního piva poměrně lišilo, připomínalo totiž spíše kaši. Bouza je obdoba staroegyptského piva a je možné se s ní setkat v Egyptě dodnes.